# Sigurd Jonsson
Sigurd Jonsson, född 1395, död i december 1452 (både födselse- och dödsår är ungefärliga), av svensk-norsk ätt, var en norsk storgodsägare och riksföreståndare. Han var dotterson till riksrådet Sigurd Havtoreson. Sigurd Jonsson hade ärvt de ägor som hörde till Sørum, Giske og Bjarkøy. Han var landets störste godsägare på sin tid. Sigurd lät utarbeta en jordebok ("register") över sina egendomar, men den har gått förlorad. Han stödde länge Erik av Pommern under stridigheterna på 1430-talet och gifte sig med Filippa av Neugarten och Everstein, dotter till greve Hans Ludvigsson av Everstein,  en av Eriks tyska gunstlingar, och Ermegård Bülow samt halvsyster till Bo Knutsson (äldre Grip) och Katarina Knutsson (äldre Grip). 
Sigurd var medlem av det norska riksrådet och blev dubbad till riddare av kung Erik 1438. Efter att de svenska och danska riksråden  brutit med Erik samma år, blev Sigurd utnämnd till riksförståndare i Norge. Han styrde då landet i tre år, men gav ifrån sig makten då Kristofer av Bayern blev vald till kung (1442). Under tronstriderna efter Kristofers död 1448 kom det förslag om att välja Sigurd, som på mödernet härstammade från Håkon Magnusson, till kung i Norge. Efter att Kristian I valdes till kung 1449 blev han utnämnd till att vara rikets hövitsman när kungen var utanför Norge.